# Hans Maarten van den Brink

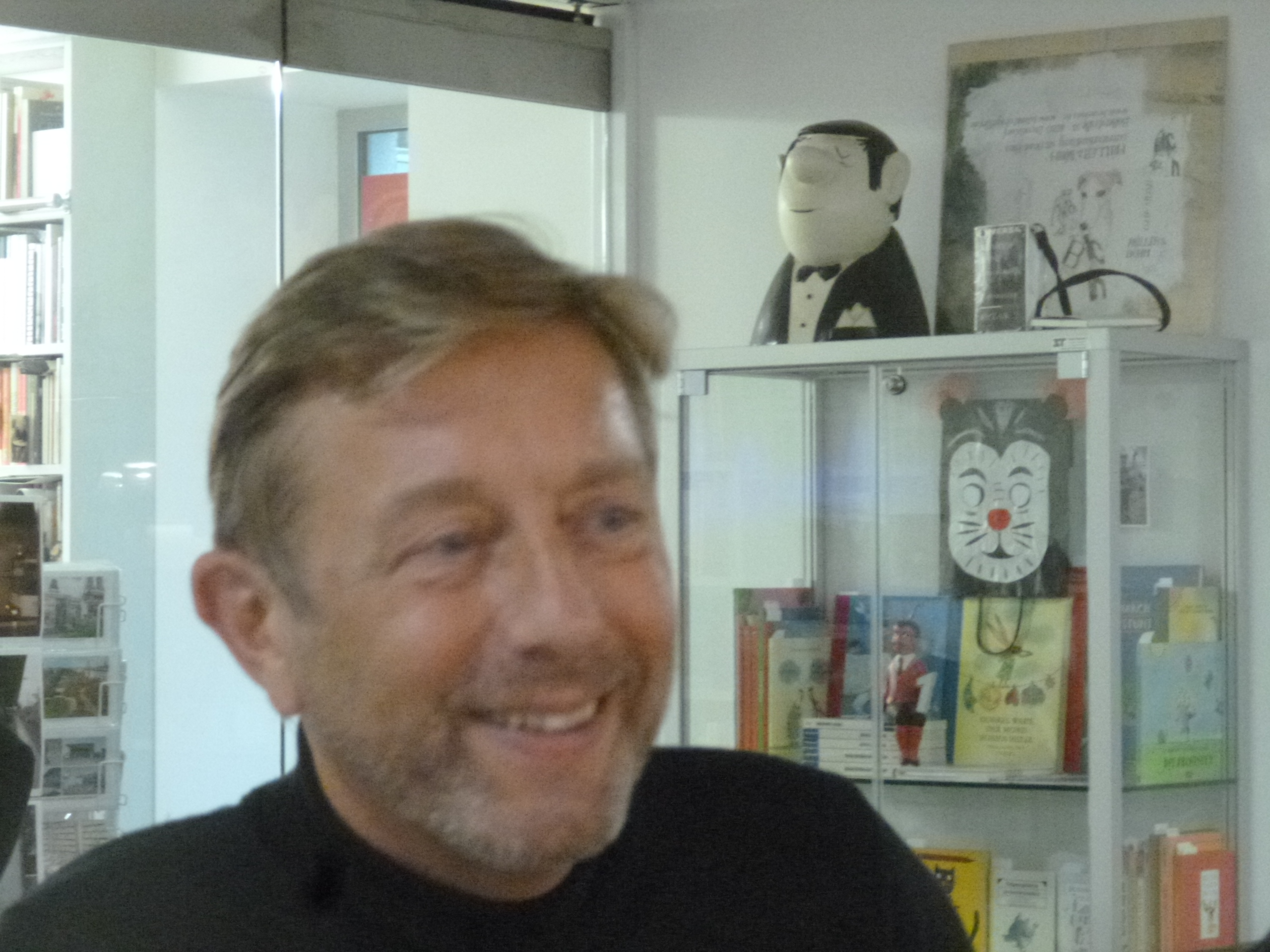
Hans Maarten van den Brink (2018)

Hans Maarten van den Brink, auch H. M. van den Brink (geboren 1956 in Oegstgeest), ist ein niederländischer Journalist und Schriftsteller.     

## Leben
Hans Maarten van den Brink begann seine Tätigkeit als Journalist im Feuilleton des NRC Handelsblad und ging dann als Auslandskorrespondent nach Spanien. Von 1995 bis 2001 arbeitete er als Chefredakteur beim Fernsehsender VPRO. Er führte dort verschiedene neue Programme ein, darunter das Geschichtsprogramm Andere Tijden und die Reportagesendung Waskracht!  Zwischen 2002 und 2004 war van den Brink Leiter des Kunstmuseums Witte de With in Rotterdam. Zwischen 2006 und 2014 war er Direktor beim Kulturförderungsunternehmen Mediafonds.
Für die Novelle Over het water erhielt er 2002 den Euregio-Schüler-Literaturpreis.

## Werke (Auswahl)
- Reis naar de West. Amsterdam : Meulenhoff, 1985 (Artikel aus NRC Handelsblad)
- Boven de grond in Washington en New York : berichten uit een nieuw Amerika. Amsterdam : Meulenhoff, 1988
- De vooruitgang. 1993
- De dertig dagen van Sint Isidoor. Amsterdam : Meulenhoff, 1994
- Over het water. Amsterdam : Meulenhoff, 1998
  - Über das Wasser : Novelle. Übersetzung Helga van Beuningen. München : Hanser, 2000
- Hart van glas. Amsterdam : Meulenhoff, 1999
- Reizigers bij een herberg. Amsterdam : Augustus, 2003
- Spanien mit Leib und Seele. Übersetzung Helga van Beuningen. München : Sanssouci, 2003
- Dijk : een vergelijking. Amsterdam : Augustus, 2016
  - Ein Leben nach Maß : Roman. Übersetzung Helga van Beuningen. München : Hanser, 2018
- Koning Wilders : een wintersprookje. Amsterdam : Atlas Contact, 2017
- Het Ontbijtbuffet. 2018
- Aurora Schrijft. 2020
- Nachttrein naar Berlijn. 2024